# PwCコンサルティング

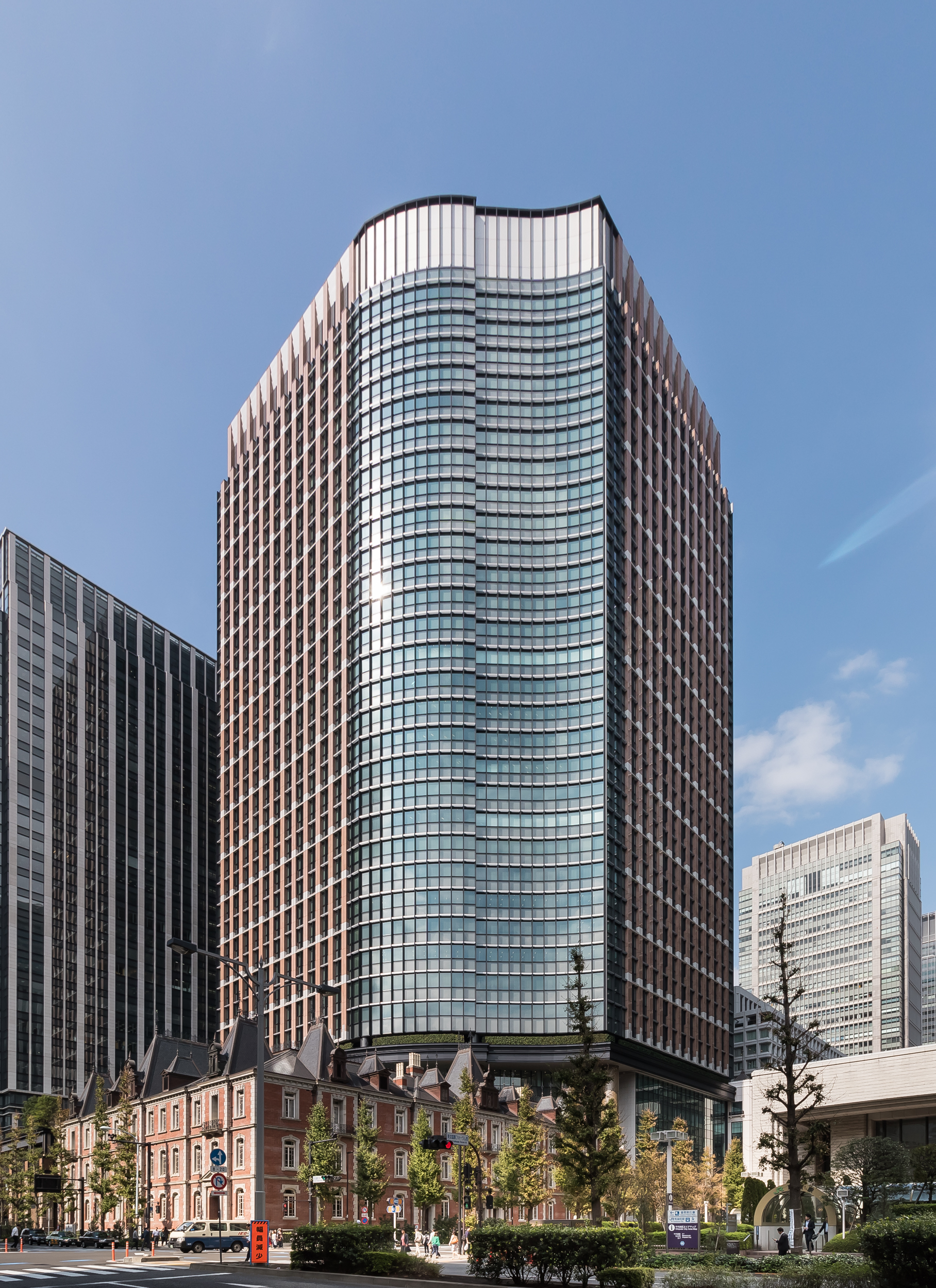
旧本社のあった丸の内パークビルディング(～2020年12月20日)

PwCコンサルティング合同会社は、ロンドンを本拠地とし、世界157カ国742拠点に364,232人のスタッフを擁する世界最大級のプロフェッショナルサービスファームであるプライスウォーターハウスクーパース（PwC）の日本におけるコンサルティング会社。デロイト トウシュ トーマツ、KPMG、アーンスト・アンド・ヤング（EY）と並び、世界4大コンサルティングファーム（Big 4）の一角を占める。

## 概要
2016年2月29日にプライスウォーターハウスクーパース株式会社をアドバイザリー（PwCアドバイザリー合同会社）とコンサルティング（PwCコンサルティング合同会社）に分離・統合することで設立された。従来、PwC Japanグループでは各法人が独立して事業を行っており、それぞれで監査、コンサルティング、アドバイザリー、税務、法務などのサービスを提供していた。その各法人のコンサル部門を集結させる形で、2016年2月に設立されたのが、PwCコンサルティング合同会社である。世界中に各分野のプロフェッショナルを抱えるPwCの知見を利用できることが、PwCコンサルティング合同会社の強みとされる。

## 所在地
- 東京(本社) - 東京都千代田区大手町1-2-1 Otemachi One タワー
- 大阪 -   大阪市北区大深町4‐20 グランフロント大阪 タワーA
- 名古屋 - 名古屋市中村区名駅1-1-4 JRセントラルタワーズ
- 福岡 - 福岡市博多区博多駅中央街8-1 JRJP博多ビル

## 沿革
- 1997年 - KPMGの日本におけるメンバーファームとしてKPMGグローバルソリューション株式会社を設立[4]。
- 2000年 - KPMGコンサルティング株式会社に社名変更[4]。
- 2002年 - アンダーセン・ワールドワイドのビジネスコンサルティング部門の日本法人である朝日アーサー・アンダーセン株式会社と事業統合し、ベリングポイント株式会社に社名変更。
- 2009年
  - 5月 - ベリングポイント株式会社が米ベリングポイントから分離・独立しプライスウォーターハウスクーパース(PwC)のメンバーファームとなる。社名をプライスウォーターハウスクーパースコンサルタント株式会社に変更[4]。
  - 11月26日 - PwCのメンバーファームである、あらた監査法人、PwCアドバイザリー株式会社、プライスウォーターハウスクーパース コンサルタント株式会社の3社が、本社を東京都中央区銀座の住友不動産汐留浜離宮ビルに移転・統合[4]。
- 2010年1月1日 - PwCアドバイザリー株式会社、プライスウォーターハウスクーパースコンサルタント株式会社、プライスウォーターハウスクーパースHRS株式会社の3社を経営統合し、社名をプライスウォーターハウスクーパース株式会社に変更。ディールアドバイザリー部門とコンサルティング部門の2部門体制となる[4][5]。
- 2016年
  - 1月 - コンサルティング部門の本社を東京都千代田区丸の内の丸の内パークビルディングへ移転[4]。
  - 3月 - PwC Japan組織再編により、プライスウォーターハウスクーパース株式会社のコンサルティング部門、プライスウォーターハウスクーパース・ストラテジー株式会社（旧ブーズ・アンド・カンパニー。現PwCコンサルティング合同会社Strategy&）、プライスウォーターハウスクーパースPRTMマネジメントコンサルタンツジャパンLLCの3社を経営統合しPwCコンサルティング合同会社を設立[4]。
- 2017年
  - 10月 - 住友不動産汐留浜離宮ビルの支社を、大手町パークビルディングに移転[4]。
  - 12月 - 梅田ダイビルの大阪オフィスを、グランフロント大阪に移転[4]。
- 2018年3月 - 福岡オフィスをJRJP博多ビルに開設[4]。
- 2020年12月21日 - 丸の内パークビルディングの本社、大手町パークビルディングの支社を、Otemachi One タワーに移転統合。